# لانگنشتاین
لانگنشتاین (به آلمانی: Langenstein) یک روستا در آلمان است که در هالبراشتات واقع شده‌است. لانگنشتاین ۱٬۹۲۹ نفر جمعیت دارد.

## خواهرخوانده
شهر Cappeln خواهرخواندهٔ لانگنشتاین هست.